# Майя (философия)
Ма́йя (санскр. माया, IAST: māyā, букв. «иллюзия», «видимость») — понятие в индийской философии, особая сила, или энергия, которая одновременно скрывает истинную природу мира и обеспечивает многообразие его проявлений.
Майя является иллюзией не от того, что она лишена бытия, а от того что она — преходящая. Человек из-за своего неведения (авидья) строит в уме ложное представление о существующем мире, такое представление о мире является майей. Для индуизма и буддизма характерно сравнение майи с постоянно меняющимися очертаниями облаков, пузырями на воде и т. п.
Майя — созданная творцом иллюзия, череда перемен, оковы страданий, и цель адепта путём отречения от соблазнов, постижения высшего начала избавиться от цепей майи и выйти из бесконечного круговорота сансары.
Некоторые[уточнить] философские школы индуизма относят к псевдореальности (майе) не только окружающий, тварный мир, но и всех богов индуистского пантеона. Истинной же реальностью является Брахман (санскр. एकम् सत्, IAST: ekam sat, букв. «единственное бытие»).